# Bettegney-Saint-Brice
Bettegney-Saint-Brice ([bɛtˈɲɛ sɛ̃ ˈbʁis] ) ist eine französische Gemeinde mit 162 Einwohnern (Stand: 1. Januar 2022) im Département Vosges in der Region Grand Est (bis 2015 Lothringen). Sie gehört zum Arrondissement Neufchâteau (bis 2024 Arrondissement Épinal) und zum Gemeindeverband Communauté de communes de Mirecourt Dompaire.

## Geografie
Die Gemeinde liegt etwa zehn Kilometer südlich von Charmes.

## Geschichte
Bettegney-Saint-Brice wurde erstmals im Jahr 1492 urkundlich erwähnt.

### Bevölkerungsentwicklung
| Jahr      | 1793 | 1896 | 1954 | 1982 | 1990 | 1999 | 2006 | 2014 | 2022 |
| Einwohner | 240  | 260  | 136  | 105  | 110  | 114  | 123  | 161  | 162  |

## Sehenswürdigkeiten
- Kirche Saint-Brice aus dem 19. Jahrhundert

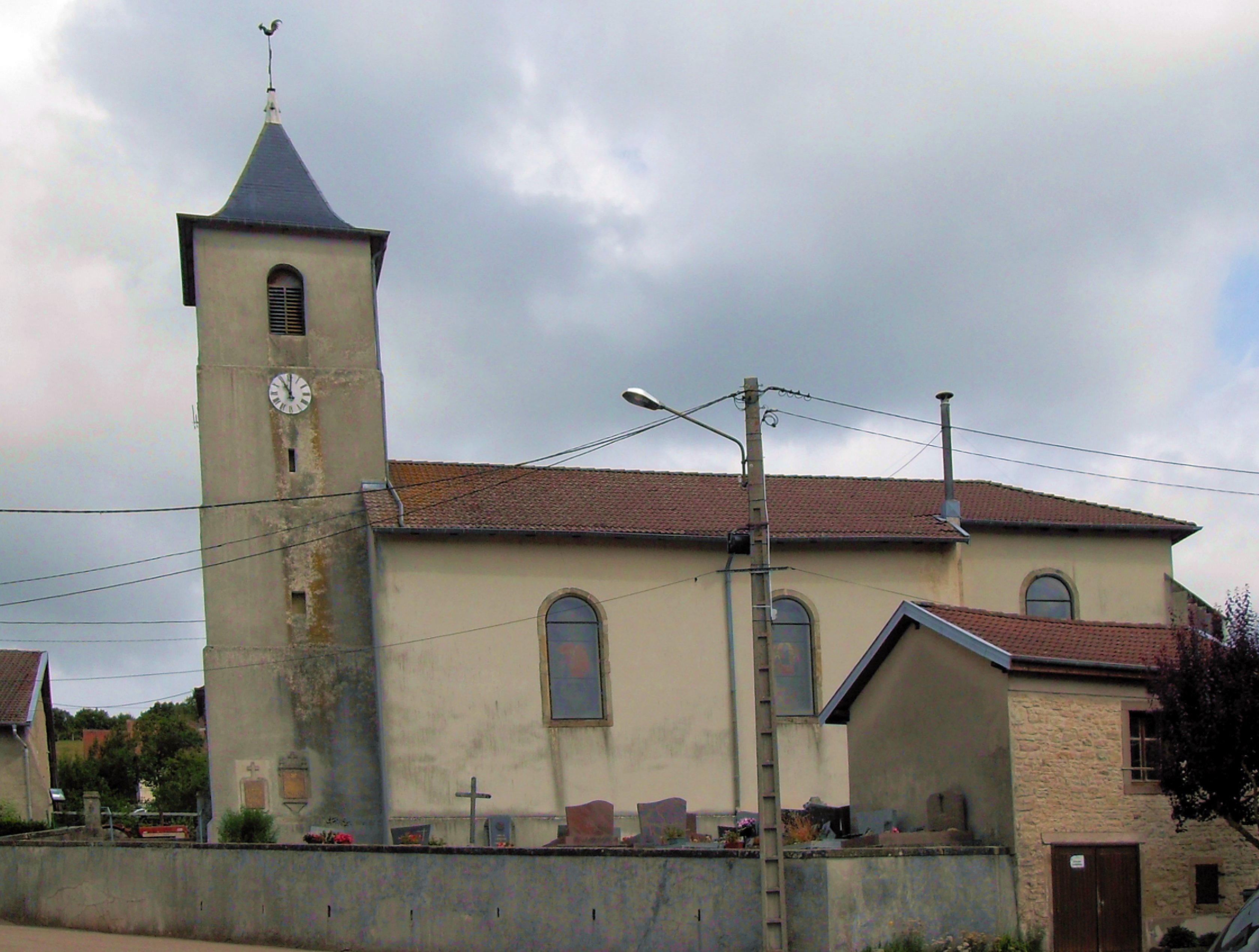
Kirche Saint-Brice

- Kapelle Notre-Dame-de-Bon-Secours